# Ana Maria Rangel
Ana Maria Rangel (Rio de Janeiro, 21 de maio de 1957) é uma política e empresária brasileira.

## Biografia
É cientista política formada nos Estados Unidos, pela Universidade Oglethorpe, em Atlanta.
ambém atuou como empresária no setor de transportes por 14 anos.
Mudou para os Estados Unidos em função do casamento, onde viveu por 25 anos.
Mãe de dois filhos e Católica, trabalhou como voluntária na Sociedade de São Vicente de Paulo.

### Candidatura à presidência
Foi candidata à presidência da República pelo Partido Republicano Progressista (PRP), em 2006. A campanha começou com a bandeira contra a corrupção, ao denunciar a cobrança do partido para garantir a vaga como candidata. Assegurando a vaga na Justiça. Terminando com 0,13% e em 5º lugar.